# Kunstnersammenslutningen Kammeraterne
Kammeraterne eller Kunstnersammenslutningen Kammeraterne er en dansk kunstnersammenslutning stiftet 1934 af Albert Gammelgaard, Helge Nielsen og Axel Skjelborg
Sammenslutningens afholdt sin første udstilling i Den Frie Udstillings lokaler i København i 1935, og sammenslutningen afholder forsat en årlig udstiller i Den Frie Udstillings lokaler over for Østerport Station.
Sammenslutningens fælles udgangspunkt har været et socialt engagement, først og fremmest kunstnerisk, men ofte også politisk.
De enkelte kunstnere har ofte skildret mennesker i sammenhæng med deres sociale eller arbejdsbetingede miljø.

## Nuværende medlemmer
Kunstnersammenslutningen Kammeraterne omfatter i øjeblikketfølgende medlemmer
- Stig L. Andersson
- Milena Bonifacini
- Anders Bonnesen
- Espen Brandt-Møller
- Kristian Dahlgaard
- Lene Desmentik
- Jes Fomsgaard
- Jens Haugen-Johansen
- Finn Hjortskov Jensen
- Sophus Ejler Jepsen
- Erling Jørgensen
- Esben Klemann
- Vibeke Klint
- Tove Kurtzweil
- Karin Birgitte Lund
- Erland Knudssøn Madsen
- Anders Moseholm
- Lene Adler Petersen
- Jytte Rex
- Allan Stabell
- Rene Tancula
- Erik Varming
- Jette Vohlert
- Karin Nathorst Westfelt
- Eva Öhrling

## Tidligere medlemmer
Denne liste er ufuldstændig; hjælp gerne med at udfylde den.
- Folmer Bendtsen
- Svend Engelund
- Helle-Vibeke Erichsen
- Carl Falbe-Hansen
- Albert Gammelgaard
- Jack Kampmann
- Alexander Klingspor
- Anna Maria Lütken
- Jane Muus
- Vera Myhre
- Helge Nielsen
- Vibeke Mencke Nielsen
- John Olsen
- Axel Skjelborg
- Bent Stubbe Teglbjærg
- Agnete Therkildsen
- Hanne Varming
- Carl Østerbye
- Otto Lawaetz

## Eksterne links
- Kunstnersammenslutningen Kammeraterne – officiel website Arkiveret 12. april 2009 hos  Wayback Machine